# With Rayearth
『With Rayearth』（ウィズ・レイアース）は、1997年に発売されたOVA『レイアース』のキャラクターソングアルバムである。1997年11月24日にポリグラムから発売された。全1枚。

## 概要
- メインキャラクターのキャラクターソングを全10曲収録。
- ディスクジャケットには、光・海・風とモコナが肖像プリントされている。

## 曲目リスト
1. 抱きしめちゃう! [4:47]
歌：獅堂光（椎名へきる）
作詞：帆刈伸子、作曲・編曲：永井ルイ
2. 友達でしょ [4:49]
歌：龍咲海（吉田古奈美）
作詞：帆刈伸子、作曲・編曲：永井ルイ
3. FROM ME TO YOU [3:49]
歌：鳳凰寺風（笠原弘子）
作詞：帆刈伸子、作曲・編曲：永井ルイ
4. ACROSS THE UNIVERSE [4:19]
歌：ランティス（小杉十郎太）
作詞：帆刈伸子、作曲・編曲：永井ルイ
5. Let It Over [2:55]
歌：イーグル（緒方恵美）
作詞：緒方恵美、訳詞：濱野由美、作曲・編曲：永井ルイ
6. イエスタデイ [2:57]
歌：フェリオ（山崎たくみ）
作詞：帆刈伸子、作曲・編曲：永井ルイ
7. IN MY LIFE [5:13]
歌：アルシオーネ（天野由梨）
作詞：帆刈伸子、作曲・編曲：永井ルイ
8. MOKONA'S GARDEN [2:32]
歌：モコナ（白鳥由里）
作詞・作曲・編曲：永井ルイ
9. ごらん,太陽だよ [3:52]
歌：クレフ（佐々木望）
作詞：帆刈伸子、作曲：ローリー、編曲：RUI & ROLLY
10. HER MYSTERY [0:38]
歌：RUI
作詞・作曲・編曲：RUI